# Vincent Edwards
Vincent Edwards (ur. 5 kwietnia 1996 w Middletown) – amerykański koszykarz, występujący na pozycji niskiego skrzydłowego.

## Życiorys
Pochodzi z koszykarskiej rodziny. Jest synem byłego gracza NBA oraz brązowego medalisty mistrzostw świata z 1998 – Billa Edwardsa. W koszykówkę grali też na poziomie akademickim jego dwaj starsi bracia – Darius i Bill Jr.

## Osiągnięcia
Stan na 24 października 2019, na podstawie, o ile nie zaznaczono inaczej.
NCAA
- Uczestnik rozgrywek:
  - Sweet 16 turnieju NCAA (2017, 2018)
  - turnieju NCAA (2015–2018)
- Mistrz sezonu regularnego konferencji Big 10 (2017)
- Zaliczony do:
  - I składu turnieju All-Big Ten (2016)
  - II składu All-Big Ten (2018)
  - III składu All-Big Ten (2017)
  - składu honorable mention Big 10 (2016)
- Zawodnik tygodnia Big Ten (29.01.2018)
- Najlepszy pierwszoroczny zawodnik tygodnia Big 10 (17.11.2014, 6.01.2015, 16.02.2015)

Reprezentacja
- Wicemistrz uniwersjady (2017)